# Melanie C

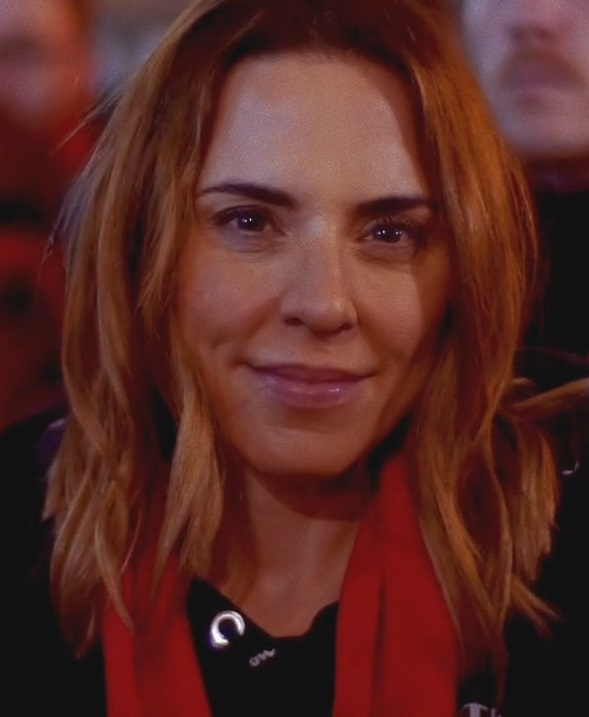
Melanie C (2019)

Melanie Jayne Chisholm (* 12. Januar 1974 in Whiston bei Liverpool, Merseyside), besser bekannt als Melanie C oder Mel C, ist eine britische Sängerin, die durch ihre Mitgliedschaft in der Girlgroup Spice Girls berühmt wurde. Dort war sie sowohl als „Mel C“ als auch „Sporty Spice“ bekannt, da sie insbesondere in der Anfangszeit öfter Sportanzüge trug und auch Flickflacks ausführte. 1999 begann sie als Melanie C eine erfolgreiche Solokarriere. Sie hat mehr als 135 Millionen Platten verkauft, darunter 30 Millionen als Solokünstlerin und mehr als 105 Millionen mit den Spice Girls.

## Spice Girls
Von 1994 bis 2001 war Chisholm als „Sporty Spice“ Mitglied der Spice Girls, einer der bekanntesten Girlgroups der 1990er Jahre. Nach der Auflösung der Gruppe war ihre Solokarriere die bislang erfolgreichste, wenngleich es auch ihr nicht gelungen ist, an die früheren Erfolge der Spice Girls anzuknüpfen.
Sechs Jahre nach ihrer Trennung kündigten die Spice Girls im Juni 2007 eine Welttournee mit zwölf Konzerten in elf Städten für Ende 2007/Anfang 2008 in Originalbesetzung an. Frühere Reunion-Versuche waren gescheitert, weil Melanie C lange Zeit dafür nicht bereit war: „Die Spice Girls waren unglaublich und ich bin stolz ein Teil von ihnen gewesen zu sein. Doch nun sind wir alle älter und haben uns so sehr verändert, dass ich denke, dass es ein sehr schöner Teil in meinem Leben war, jedoch in der Vergangenheit.“
2019 ging Chisholm erneut mit den Spice Girls auf Stadiontour in Großbritannien.

## Solokarriere

### 1999–2006:Northern Star, Labelwechsel undBeautiful Intentions
Chisholm begann nach dem Ende der Spice Girls Popmusik mit einfühlsamen Texten zu produzieren. Am 27. September 1999 erschien mit Goin’ Down ihre Debütsingle als Solokünstlerin, die nur in den britischen Musikcharts erfolgreich wurde, wo es den vierten Platz erhielt. Am 18. Oktober 1999 kam ihr Debütalbum Northern Star heraus; im November des Jahres veröffentlichte sie die gleichnamige Single mit über 215.000 verkauften Einheiten, die in Großbritannien Silberstatus erzielte und dort wie ihre Debütsingle Platz 4 als Höchstplatzierung erreichte. In den deutschen Singlecharts erreichte es Platz 50, in der Schweizer Hitparade Platz 75. Am 20. März 2000 kam mit Never Be the Same Again ihre dritte Singleauskopplung mit über 1.000.000 verkaufter Einheiten heraus, eine Featuring mit Lisa Lopes, dem Mitglied des R&B-Trios TLC. Am 7. August 2000 erschien die vierte Singleauskopplung I Turn to You, die sich dem Erfolg von Never Be the Same Again anschloss.

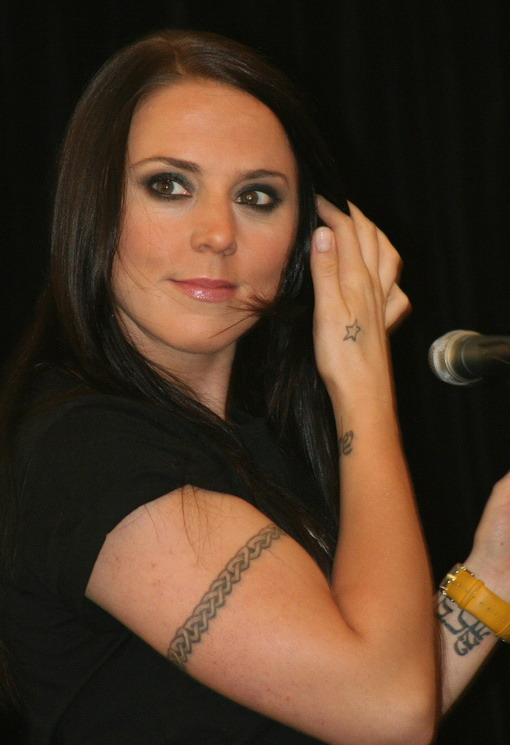
Melanie C, 2005

Da sich das im März 2003 erschienene zweite Studioalbum Reason weniger gut verkaufte, löste die Plattenfirma Virgin Records Chisholms Vertrag auf. 2005 gründete sie daraufhin ihr eigenes Label Red Girl Records und produzierte ihr drittes Album Beautiful Intentions selbst, was sie etwa eine Million Euro kostete.
Trotz guter Kritiken und der erfolgreichen ersten Singleauskopplung Next Best Superstar verkaufte sich das Album zunächst nicht so gut wie erwartet. In den britischen Albumcharts schaffte es Beautiful Intentions in der ersten Verkaufswoche lediglich auf Platz 24.
In Deutschland erschien im September 2005 mit First Day of My Life bald darauf eine weitere Singleauskopplung. Dieses von Guy Chambers und Enrique Iglesias geschriebene Lied war die Titelmelodie zur ZDF-Telenovela Wege zum Glück (zuvor: Julia – Wege zum Glück), die bis 2009 ausgestrahlt wurde. Am 1. Oktober 2005 trat Chisholm mit First Day of My Life bei Wetten, dass..? auf. Kurz darauf belegte sie in den deutschen Musik-Charts Platz 1, was ihren bisher größten Erfolg in Deutschland darstellt. Die Single wurde zu einer der erfolgreichsten Singles des Jahres 2005. Auf der deutschen Version des Albums wurde der Song hinzugefügt. Im Dezember 2005 ging sie auf eine Tournee durch Deutschland. Zwei Monate später wurde Beautiful Intentions wiederveröffentlicht und war nun kommerziell deutlich erfolgreicher. Es erreichte in Deutschland erneut die Top 20 nach seinem ersten Einstieg in die Top 15. In Portugal belegte das Album zehn Wochen lang den Spitzenplatz. Das Album hat ihr zweites Werk Reason an Verkäufen deutlich überboten; die Nachfolgesingle Better Alone erreichte in Deutschland Platz 51.
Am 8. Dezember 2006 erschien Chisholms erste Live-DVD mit dem Titel Live Hits. Die DVD enthält Aufnahmen eines Konzerts, das unter Ausschluss der Öffentlichkeit am 31. August in London stattfand (The Bridge).

### 2007–2011:The Moment You Believe,This TimeundThe Sea
Am 16. März 2007 wurde The Moment You Believe im deutschsprachigen Raum als Vorabsingle zum Album This Time veröffentlicht, während in Großbritannien am 26. März eine Coverversion des 1960er-Jahre-Songs I Want Candy von The Strangeloves erschien. Dieses Lied war zugleich der Titelsong des gleichnamigen Films mit Tom Riley, Tom Burke und Carmen Electra. The Moment You Believe stieg auf Platz 15 der deutschen Singlecharts ein; I Want Candy erreichte Platz 24 der britischen Singlecharts. Das Album This Time erreichte in Deutschland Platz 15 und in der Schweiz Platz 8. In England belegte die Platte lediglich Position 57, was laut einigen Kritikern darauf zurückzuführen war, dass die Vorabsingle I Want Candy den Sound des Albums nicht entsprechend wiedergab. Am 8. Juni 2007 erschien die dritte Singleauskopplung aus This Time, Carolyna, die in Deutschland Platz 28 und in England Platz 49 erreichte.
Vor der Reunion-Tour mit den Spice Girls wurde im Oktober 2007 der Titeltrack aus This Time als vierte Single veröffentlicht. Als Bonustitel enthielt die in Deutschland erhältliche Version den Titeltrack der ProSieben-Werbekampagne We love to entertain you. Die Höchstplatzierung in den deutschen Single-Charts war Position 69.
Im April 2008 veröffentlichte Chisholm sowohl ihre Single Carolyna als auch das Album This Time erstmals in Kanada, was im Mai von einer Tour durch Kanada begleitet wurde.
Im Musical Blood Brothers von Willy Russel verkörperte sie von März bis September 2010 die Hauptrolle der „Mrs. Johnstone“, für die sie für zwei renommierte Musical-Auszeichnungen nominiert wurde, u. a. für den Olivier Award als Best Actress in a Musical.
Im September 2011 erschien ihr fünftes Album The Sea. Erste deutsche Singleauskopplung war der Song Rock Me, welcher vom ZDF als Titelsong zur Frauen-Fußball-WM genutzt wurde. Es folgten die Hits Think About It und Let There Be Love (eine englische Version des Rosenstolz-Hits Liebe ist alles). In England veröffentlichte sie zudem den Song Weak als Single. Im November und Dezember stellte sie dann ihr Album im Rahmen der The Sea Live 2011-Tour dem Publikum in Deutschland, Österreich, der Schweiz sowie in England vor. Bei einem Konzert in London kam Brian May mit auf die Bühne und spielte mit ihr den Queen-Hit One Vision, und bei ihrem Auftritt in München besuchte sie der X-Factor-Deutschland-Gewinner David Pfeffer, um mit ihr First Day of My Life sowie seine Single I’m Here zu singen.

### Seit 2012: Weitere Karriere

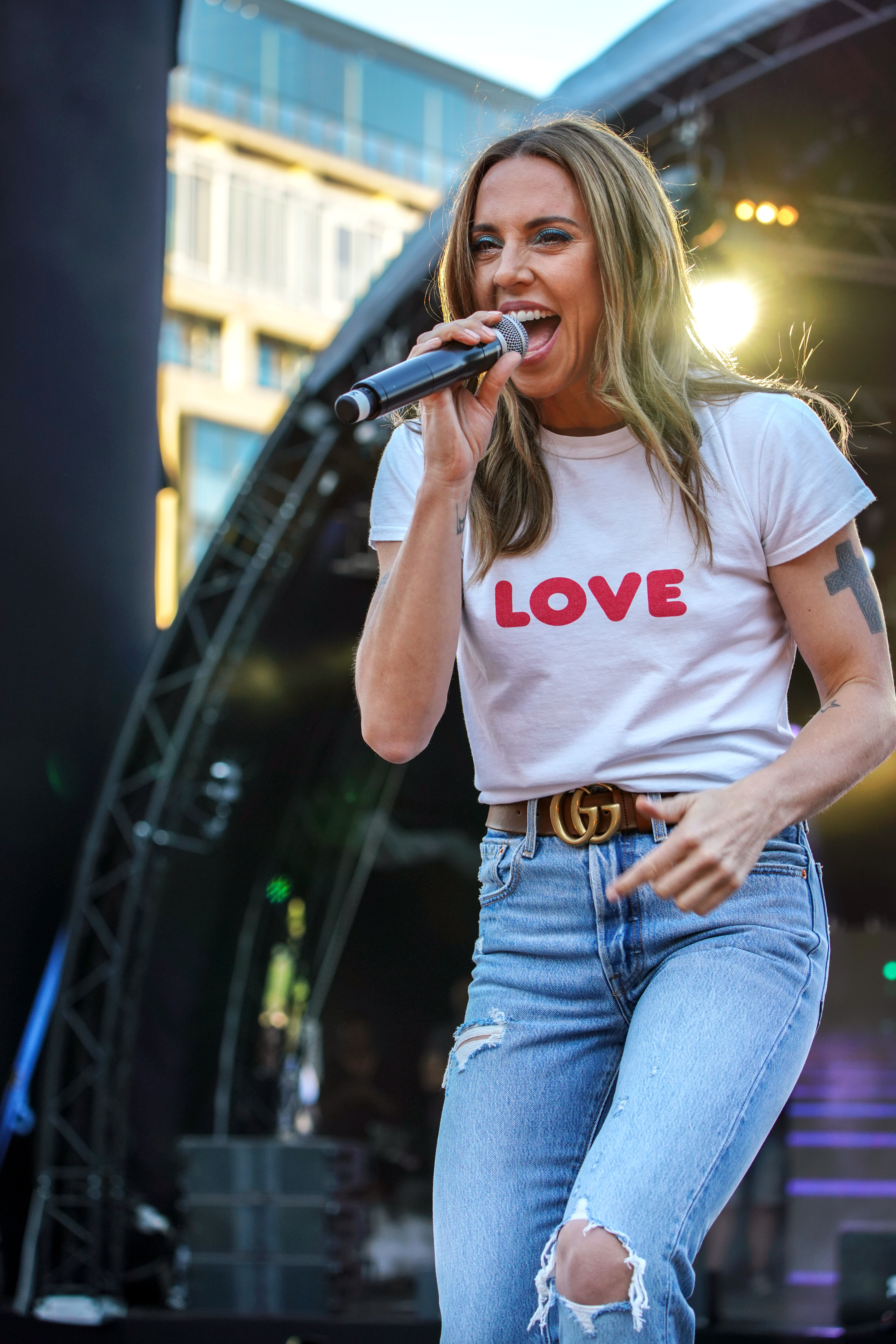
Melanie C (2018)

2012 war Chisholm Jurymitglied der britischen Castingshow Superstar. In der Show wurde unter anderem zusammen mit Andrew Lloyd Webber der Darsteller des Jesus Christus für die „Jesus Christ Superstar Arena Tour“ gesucht. In der außerordentlich erfolgreichen Tournee des Musicals spielt Chisholm die Figur „Mary Magdalene“. Aufgrund der ausverkauften Arenen wurde nun auch eine weitere Tour für Australien sowie neue britische Termine bekanntgegeben. Chisholm erhielt zudem für ihre Interpretation der „Mary Magdalene“ den „Whats On Stage Award 2013“ für die beste Musicaldarstellerin.
Im September 2012 erschien ihr sechstes Studioalbum Stages. Im Dezember desselben Jahres eröffnete Chisholm zusammen mit ihren Spice-Girls-Kolleginnen das Musical „Viva Forever“, das auf den Songs der Girlband basiert, jedoch nicht deren Geschichte erzählt.
2014 trat sie zudem im Musikvideo Word Up! der britischen Girlgroup Little Mix auf, um die Wohltätigkeitsaktion Sport-Relief zu unterstützen. Im November 2015 interpretierte sie im deutschen Fernsehen zur Premiere des neuen James-Bond-Films Spectre den Klassiker For Your Eyes Only von Sheena Easton. Im Oktober 2016 erschien Chisholms siebtes Studioalbum Version of Me.
Beim Reeperbahn Festival 2020 war sie Mitglied der sechsköpfigen Jury für den Anchor – Reeperbahn Festival International Music Award.
2020 veröffentlichte sie ihr achtes Studioalbum Melanie C, welches positive Kritiken erhielt und in den UK-Album-Charts auf Platz 8 einstieg. 2021 war sie Coach in der britischen Ausgabe von The Voice Kids und 2025 in der australischen Ausgabe von The Voice.

## Privatleben
Melanie Chisholm war von 2002 bis Juli 2012 mit dem Bauunternehmer Thomas Starr liiert; am 22. Februar 2009 kam ihre gemeinsame Tochter zur Welt. Seit 2024 ist sie mit dem Model Chris Dingwall liiert.
2022 erschien ihre Autobiografie Who I Am: My Story.

## Diskografie
Studioalben

| Jahr | Titel                | Höchstplatzierung, Gesamtwochen, AuszeichnungChartplatzierungen (Jahr, Titel, Platzierungen, Wochen, Auszeichnungen, Anmerkungen) | Höchstplatzierung, Gesamtwochen, AuszeichnungChartplatzierungen (Jahr, Titel, Platzierungen, Wochen, Auszeichnungen, Anmerkungen) | Höchstplatzierung, Gesamtwochen, AuszeichnungChartplatzierungen (Jahr, Titel, Platzierungen, Wochen, Auszeichnungen, Anmerkungen) | Höchstplatzierung, Gesamtwochen, AuszeichnungChartplatzierungen (Jahr, Titel, Platzierungen, Wochen, Auszeichnungen, Anmerkungen) | Anmerkungen                                                  |
| Jahr | Titel                | DE | AT | CH | UK | Anmerkungen                                                  |
| ---- | -------------------- | --- | --- | --- | --- | ------------------------------------------------------------ |
| 1999 | Northern Star        | DE7 Platin · (58 Wo.)DE | AT16 (31 Wo.)AT | CH12 Gold · (45 Wo.)CH | UK4 ×3Dreifachplatin · (79 Wo.)UK                                                                                                 | Erstveröffentlichung: 18. Oktober 1999 Verkäufe: + 2.085.000 |
| 2003 | Reason               | DE13 (6 Wo.)DE | AT39 (4 Wo.)AT | CH21 (5 Wo.)CH | UK5 Gold · (8 Wo.)UK | Erstveröffentlichung: 10. März 2003 Verkäufe: + 100.000      |
| 2005 | Beautiful Intentions | DE15 Gold · (29 Wo.)DE | AT12 (19 Wo.)AT | CH14 Gold · (40 Wo.)CH | UK24 (3 Wo.)UK | Erstveröffentlichung: 11. April 2005 Verkäufe: + 140.000     |
| 2007 | This Time            | DE15 (15 Wo.)DE | AT26 (6 Wo.)AT | CH8 Gold · (17 Wo.)CH | UK57 (2 Wo.)UK | Erstveröffentlichung: 2. April 2007 Verkäufe: + 15.000       |
| 2011 | The Sea              | DE16 (4 Wo.)DE | AT38 (3 Wo.)AT | CH13 (9 Wo.)CH | UK45 (1 Wo.)UK | Erstveröffentlichung: 2. September 2011                      |
| 2012 | Stages               | — | — | — | UK50 (1 Wo.)UK | Erstveröffentlichung: 9. September 2012                      |
| 2016 | Version of Me        | DE34 (1 Wo.)DE | — | CH24 (2 Wo.)CH | UK25 (1 Wo.)UK | Erstveröffentlichung: 21. Oktober 2016                       |
| 2020 | Melanie C            | DE27 (1 Wo.)DE | — | CH50 (1 Wo.)CH | UK8 (1 Wo.)UK | Erstveröffentlichung: 2. Oktober 2020                        |